# Diabolical Masquerade
Diabolical Masquerade (v překladu ďábelská maškaráda) byla švédská avantgarde/blackmetalová kapela založená roku 1993 ve Stockholmu Andersem Nyströmem vulgo Blakkheimem (kytarista skupiny Katatonia) jako jednočlenný projekt. Později Nyström spolupracoval s multiinstrumentalistou Danem Swanö.
Debutové studiové album s názvem Ravendusk in My Heart vyšlo v roce 1996. V roce 2004 Anders Nyström projekt po vydání 4 studiových alb ukončil.

## Logo
Název Diabolical Masquerade je rozdělen do dvou úrovní. Slovo MASQUERADE tvoří větší spodní obrazec s netopýřími křídly, zatímco slovo DIABOLICAL je nad ním vyvedeno gotickým písmem charakteristickým pro black metalové kapely.

## Diskografie
Dema
- Promo 1993 (1993)

Studiová alba
- Ravendusk in My Heart (1996)
- The Phantom Lodge (1997)
- Nightwork (1998)
- Death's Design: Original Motion Picture Soundtrack (2001)